# Leucauge pondae
Leucauge pondae är en spindelart som beskrevs av Benoy Krishna Tikader 1970. Leucauge pondae ingår i släktet Leucauge och familjen käkspindlar. Inga underarter finns listade i Catalogue of Life.